# Temporada de ciclones na região da Austrália de 2013-2014
A temporada de ciclones da região australiana de 2013–14 foi uma temporada de ciclones tropicais ligeiramente abaixo da média, com 10 ciclones tropicais ocorrendo na região da Austrália. Começou oficialmente em 1 de novembro de 2013 e terminou em 30 de abril de 2014. O plano operacional de ciclones tropicais regionais define um "ano de ciclones tropicais" separadamente de uma "temporada de ciclones tropicais"; o "ano do ciclone tropical" começou em 1 de julho de 2013 e terminou em 30 de junho de 2014.
Depois de duas temporadas sem ciclones de intensidade de categoria 5, nesta temporada duas das dez tempestades nomeadas atingiram este nível: Gillian e Ita. Dos dois sistemas, Gillian intensificou-se rapidamente de um nível baixo tropical para uma categoria 5 em apenas 48 horas, mas causou apenas danos menores. Em última análise, Ita foi o sistema mais forte e intenso dentro da bacia e atingiu a costa do extremo norte de Queensland, perto de Cooktown, causando danos menores, mas inundações significativas. Além disso, danos significativos também foram causados por Christine nas cidades de Wickham e Roebourne, na Austrália Ocidental, enquanto Fletcher despejou mais de 1250 mm de chuva na cidade de Kowanyama, em Queensland, tornando-se o quinto ciclone tropical mais humido já registado no país.

## Previsões sazonais
| Região                                                         | Probabilidade de mais | Número médio    | Atividade atual |
| -------------------------------------------------------------- | --------------------- | --------------- | --------------- |
| Inteira                                                        | 57%                   | 11              | 10              |
| Oeste                                                          | 53%                   | 7               | 3               |
| Norte-Oestes                                                   | 55%                   | 5               | 3               |
| Norte                                                          | 52%                   | 3               | 3               |
| Este                                                           | 53%                   | 3               | 3               |
| Pacífico Sul                                                   | 48%                   | 15              | 8               |
| Pacífico Sul Oeste                                             | 56%                   | 8               | 4               |
| Pacífico Sul Este                                              | 47%                   | 11              | 4               |
| Fonte: Predição da BOM para a Temporada de Ciclones Tropicais. |                       |                 |                 |
| Região                                                         | Normal number         | Número previsto | Atividade atual |
| GCACIC Inteiro                                                 | 12-15                 | 13              | 10              |
| GCACIC Oeste                                                   | 9-10                  | 9               | 5               |
| GCACIC Este                                                    | 5-6                   | 5               | 7               |
| NIWA                                                           | 10                    | 9-10            | 10              |
| Sources:                                                       |                       |                 |                 |

Antes da temporada de ciclones, o Australian Bureau of Meteorology(BoM) , o Instituto Nacional de Pesquisa Hídrica e Atmosférica da Nova Zelândia(NIWA) e vários outros serviços meteorológicos do Pacífico, todos contribuíram para a previsão de ciclones tropicais da Island Climate Update que foi divulgada em 20 de outubro13. A perspectiva levou em consideração as condições neutras do ENSO que foram observadas nas estações do Pacífico e analógicas com as condições neutras do ENSO ocorrendo durante a temporada. A perspectiva previa que um número quase médio de ciclones tropicais para a temporada de 2013–14, com oito a doze ciclones tropicais nomeados, ocorresse entre 135° E e 120° W em comparação com uma média de 10. Esperava-se que pelo menos quatro dos ciclones tropicais se tornassem ciclones tropicais severos de categoria 3, enquanto três poderiam se tornar ciclones tropicais severos de categoria 4, eles também observaram que um ciclone tropical severo de categoria 5 era improvável de ocorrer.
Além de contribuir para as perspectivas do Island Climate Update, o BoM emitiu oito previsões sazonais durante outubro de 2013, para a região australiana e o Pacífico Sul, com cada previsão cobrindo todo o ano do ciclone tropical. Cada previsão emitida levou em consideração as atuais condições neutras do ENSO que deveriam continuar durante a temporada. Para a bacia como um todo, eles previram que havia 57% de chance de que a temporada se aproximasse da média de cerca de 11 ciclones tropicais. Para a região oeste entre 90° E e 125° E, o BoM previu que a área veria atividade próxima ou ligeiramente abaixo da média de 7, com 53% de chance de uma temporada de ciclones acima da média. O TCWC Perth também observou que havia uma probabilidade de dois ciclones tropicais e uma probabilidade significativa de pelo menos um ciclone tropical severo impactar a Austrália Ocidental.
Para a sub-região Noroeste entre 105 ° E e 130 ° E, foi previsto que a atividade seria quase normal, com 55% de chance de atividade de ciclone tropical acima da média. O Território do Norte, que foi definido como estando entre 125 ° E e 142,5 ° E, tinha 52% de chance de uma temporada acima da média, com TCWC Darwin observando que todos os fatores climáticos apontavam para uma temporada típica de ciclones tropicais para o Norte da Austrália. A região oriental entre 142,5 ° E e 160 ° E teve 53% de chance de ter uma temporada de ciclones tropicais acima da média. O BoM também emitiu 3 previsões sazonais para o Pacífico Sul entre 142,5° E e 120° W, uma para a região do Pacífico Sul Ocidental entre 142,5° E e 165° E e uma para a região do Pacífico Sul Oriental entre 165° E e 120° C. Eles notaram que o Oceano Pacífico tropical estava atualmente experimentando condições ENOS neutras, o que significava que não havia nenhuma mudança forte esperada na localização média da formação de ciclones tropicais. Eles também notaram que não havia nada nos fatores climáticos gerais que sugerisse algo, exceto uma típica temporada de ciclones tropicais para o sul do Pacífico. Como resultado, eles previram que a região como um todo experimentaria uma atividade próxima da média dos ciclones tropicais durante a próxima temporada, com 48% de chance de estar acima da média. A região Oeste foi prevista para ter 56% de chance de estar acima da média, enquanto a região Leste teve 47% de chance de estar acima da média.

Durante novembro de 2013, o Centro de Impacto Climático da Ásia-Pacífico Guy Carpenter (GCACIC) emitiu previsões sazonais para toda a bacia e uma para cada uma das regiões a leste e oeste de 135° E. Para a bacia como um todo, eles previram que a atividade de ciclones tropicais em toda a região australiana provavelmente seria quase normal, com a ocorrência de 13 ciclones tropicais previstos. No entanto, foi sugerido que a temporada poderia estar abaixo da média, uma vez que a região estava em uma era inativa desde cerca de 2000, e dois dos indicadores que eles usaram para prever a temporada sugeriram atividade abaixo da média. Para a região Oeste, previu-se que a atividade seria quase normal com 9 ciclones tropicais ocorrendo, enquanto a região Leste foi previsível para ter 5 ciclones tropicais ocorrendo.

## Sistemas

### Ciclone tropical Alessia
A primeira tempestade da temporada teve origem em uma área em desenvolvimento de baixa pressão ao sul de Java, no Oceano Índico, em 20 de novembro. O sistema seguiu para sudeste e se organizou apenas lentamente devido ao cisalhamento moderado do vento. No entanto, às 6h do dia 21 de novembro, o TCWC Perth iniciou os avisos sobre a baixa tropical 01U. Ao longo do dia seguinte, a perturbação continuou na direção leste-sudeste em um ambiente mais propício para intensificação adicional e, como resultado, sua estrutura começou a melhorar. Às 09h00 UTC, o JTWC designou o sistema ciclone tropical 02S, observando que o centro de circulação da tempestade ficou mais bem definido, com melhor padrão de convecção. Três horas depois, o BoM atualizou o ciclone tropical de categoria 1 Alessia. Seguindo em direção ao leste ao redor da periferia sul de uma cordilheira ao norte, o ciclone anormalmente pequeno se aproximou da costa de Kimberley em 23 de novembro.
Alessia permaneceu como um ciclone marginal de categoria 1 ao contornar a costa norte de Kimberley, passando ao sul da Ilha Troughton antes de emergir no Golfo Joseph Bonaparte. O JTWC emitiu seu aviso final em 02S às 0600 UTC em 24 de novembro, aumento do cisalhamento do vento afetou o já desgrenhado ciclone, deixando o sistema verticalmente desacoplado; fez sua passagem final por terra perto da área de várzea da Baía de Anson, Daly e Reynolds River do Top End ao meio-dia, hora local, em 24 de novembro. De acordo com o BoM, Alessia deteriorou-se abaixo do status de ciclone tropical por volta de 1200 UTC. Alessia reformou no Golfo de Carpentaria em 27 de novembro, por volta de 100 km a nordeste de Borroloola. No dia seguinte, Alessia desembarcou e virou para o leste. Em 28 de novembro, Alessia enfraqueceu abaixo da intensidade do ciclone tropical novamente e virou para o oeste novamente. Em 29 de novembro, Alessia completou um loop e voltou a entrar no Golfo de Carpentaria. Durante os próximos dias, Alessia voltou para o leste, enquanto continuava a enfraquecer. Em 1 de dezembro, Alessia moveu-se sobre a terra mais uma vez, enquanto o sistema continuava se movendo para o oeste. No início de 2 de dezembro, Alessia foi retirada do Tropical Weather Outlook do TCWC Perth, à medida que o sistema se dissipava.
A precipitação foi excepcionalmente leve, mesmo para um ciclone tropical fraco, sem grandes totais de chuva após a primeira chegada de Alessia. A precipitação no Golfo de Carpentaria foi mais pesada, Center Island registou 290,4 mm, a McArthur River Mine 172,2 mm e Borroloola 88,6 mm.

### Ciclone tropical severo Bruce
Em meados de dezembro de 2013, um cavado de monção ativa se estabeleceu no leste do Oceano Índico, perto do sudoeste da Indonésia. Em 15 de dezembro, uma área de baixa pressão desenvolveu-se cerca de 535 km a nordeste das Ilhas Cocos. As passagens do dispersômetro revelaram uma circulação bem definida, enquanto as imagens de satélite mostraram características de bandas convectivas fragmentadas envolvendo o sistema. Situado ao norte de uma crista subtropical, difluência favorável apoiou o desenvolvimento convectivo; no entanto, o cisalhamento do vento moderado a alto simultâneo mitigou isso. Em 16 de dezembro, o BOM passou a monitorar o sistema como uma baixa tropical, atribuindo-lhe o identificador 03U. Seguindo geralmente para sudoeste ao longo do dia seguinte, a convecção profunda tornou-se cada vez mais organizada em torno do centro de circulação e as características das faixas melhoraram constantemente. Devido a este desenvolvimento, o JTWC emitiu um Alerta de Formação de Ciclones Tropicais. As condições ambientais melhoraram notavelmente em 17 de dezembro, com redução do cisalhamento do vento e excelente vazão para uma baixa de nível superior sobre o desenvolvimento da Austrália Ocidental. Por volta de 1800 Na UTC desse dia, o JTWC emitiu seu primeiro comunicado sobre o sistema, designando- o como ciclone tropical 04S.
No início de 18 de dezembro, o BOM atualizou a baixa para um ciclone tropical e atribuiu a ele o nome de Bruce. Naquela época, Bruce estava situado a cerca de 210 km ao norte das Ilhas Cocos. Ventos com força próxima ao vendaval foram relatados na ilha, apesar de sua distância, indicando que ventos mais fortes provavelmente estavam perto de seu centro. Mantendo uma trilha geral de sudoeste a oeste-sudoeste ao longo da crista subtropical, Bruce intensificou-se continuamente. Um desenvolvimento cada vez mais rápido ocorreu mais tarde naquele dia, quando a tempestade passou por cerca de 200 km noroeste das Ilhas Cocos. Ventos com força de vendaval periódico e chuvas fortes impactaram as Ilhas Cocos; uma rajada de pico de 91 km/h foi medido em 18 de dezembro, enquanto rajadas de até 67 km/h continuou no dia seguinte. Durante o mesmo período, um total de 114 mm de chuva caiu. Nenhum dano foi relatado em relação à tempestade. Com elevado conteúdo de calor oceânico no caminho da tempestade, Bruce atingiu o status de ciclone tropical severo - tendo ventos sustentados de pelo menos 120 km/h - no início de 19 de dezembro. Uma característica ocular ampla e irregular tornou-se aparente em imagens de satélite visíveis naquele dia, e uma convecção profunda logo se consolidou ao redor da parede do olho. Por volta de 1800 UTC, o ciclone cruzou 90 ° E, saindo da área de responsabilidade do BOM e entrando na da Météo-France. Naquela época, Bruce era considerado uma categoria sofisticada 3 na escala de intensidade australiana com ventos de 155 km/h e uma pressão barométrica de 961 mbar (hPa; 961 mbar (28.4 inHg) ). Em 25 de dezembro, os remanescentes de Bruce entraram novamente na bacia da região australiana.

### Ciclone tropical severo Christine
Em 25 de dezembro, o TCWC Perth começou a monitorar um centro discreto, que se desenvolveu dentro da ampla circulação das monções. Nos dias seguintes, o sistema se intensificou ainda mais e tornou-se um ciclone tropical em 28 de dezembro, ganhando o nome de Christine. Ele se intensificou durante a noite e foi atualizado para o status de Categoria 2 pelo Bureau de Meteorologia, antes de se intensificar em um sistema de Categoria 4.
Em 30 de dezembro, Christine atingiu a costa perto de Port Hedland, diretamente entre Roebourne e Whim Creek. O nome Christine foi aposentado e substituído por Catherine.

### Baixa troical 05U
Em 10 de janeiro, o TCWC Darwin relatou que uma fraca baixa tropical se formou no Mar de Arafura ao norte da Terra de Arnhem. O mínimo permaneceu estacionário em 11 de janeiro e continuou a manter a sua intensidade. Em 13 de janeiro, TCWC Darwin emitiu avisos para a costa do Território do Norte. A baixa tropical cruzou a costa no início de 14 de janeiro a leste de Darwin e mudou-se para o interior.
À medida que a baixa se movia para sudoeste, causou chuvas significativas em vastas áreas do interior da Austrália. Vários locais no Território do Norte e na Austrália Ocidental registaram totais recorde de chuvas, causando inundações em muitas áreas. Rabbit Flat no Território do Norte recebeu um recorde de 13.02 in (330.6 mm) durante um período de três dias, enquanto Lajamanu registou 8.19 in (208.0 mm). Na fronteira com a Austrália Ocidental, Halls Creek recebeu 10.25 in (260.4 mm) e a cidade mais quente de Marble Bar da Austrália, 6.60 in (167.6 mm). As minas no distrito de Alice Springs foram isoladas pelas enchentes, enquanto em Fitzroy Crossing, o rio Fitzroy estourou suas margens, encalhando turistas e moradores locais. Na região do Centro-Oeste da Austrália Ocidental, as fazendas de gado foram inundadas com enchentes e alguns danos à infraestrutura agrícola foram relatados. No geral, no entanto, as chuvas foram benéficas no noroeste da Austrália, aliviando as condições de seca, principalmente no Território do Norte.
A baixa tropical estava prevista para dissipar em 22 de janeiro, no entanto, o sistema continuou a se mover para a região sul da Austrália Ocidental, deixando cair uma chuva muito forte ao longo do caminho. Kalgoorlie registou 4.06 in (103.0 mm) em 24 horas, enquanto a cidade de Leonora recebeu 5.76 in (146.2 mm) longo de um período de dois dias. Partes da planície árida de Nullarbor receberam mais do que um verão inteiro de chuva em 24 horas, Eyre recebeu 4.19 in (106.5 mm), Forrest 1.89 in (48.0 mm) e Cook 1.23 in (31.2 mm).

### Ciclone tropical Dylan
Em 24 de janeiro, o TCWC Brisbane relatou que os remanescentes do distúrbio tropical 10F haviam se mudado para a região australiana. Nos dois dias seguintes, o sistema permaneceu estacionário ao sul das Ilhas Salomão. Em 27 de janeiro, ele foi atualizado para um ponto baixo de monções, enquanto lentamente começava a se mover para sudeste. Em 28 de janeiro, o sistema começou a exibir fortes faixas convectivas e baixo cisalhamento do vento, combinados com temperaturas favoráveis da superfície do mar, fazendo com que o JTWC previsse uma rápida intensificação do sistema. No entanto, isso não ocorreu devido ao ar seco localizado no sul do Mar de Coral, dificultando o desenvolvimento do sistema, uma vez que continuou a se mover para sudeste por volta de 10 km/h (6.2 mph). No final de 28 de janeiro, um alerta de ciclone foi declarado pelo Bureau de Meteorologia para as áreas entre Port Douglas e Proserpine. Em 29 de janeiro, a baixa acelerou ligeiramente para sudeste e continuou a intensificar-se, embora lentamente. Temperatura da superfície do mar de 28 °C (82 °F) auxiliou no desenvolvimento do sistema e em 30 de janeiro, ele atingiu a força de um ciclone tropical e foi nomeado Dylan pelo BOM. Dylan começou a mudar para sudeste, e um aviso de ciclone do BOM foi mudado para o sul conforme Dylan continuou a se intensificar. No final de 30 de janeiro, Dylan alcançou o status de categoria 2 enquanto localizava 185 km a nordeste de Townsville e havia previsão de aterrissar perto de Bowen dentro de 12 horas. Dylan atingiu a costa de Queensland entre Bowen e Proserpine por volta das 3h30 do dia 31 de janeiro, com o foco do ciclone passando sobre a pequena cidade de Dingo Beach. Ao fazer isso, Dylan se tornou o primeiro ciclone a atingir a costa do leste de Queensland desde Yasi em 2011. Dylan rapidamente enfraqueceu para abaixo do status de ciclone após se mover sobre a terra e foi retirado de todos os avisos do Bureau of Meteorology e do TCWC Brisbane enquanto estava localizado perto de Moranbah, pois foi classificado como uma baixa remanescente.
Apesar de atingir a costa em uma região densamente povoada da costa de Queensland, os danos foram mínimos e principalmente restritos a pequenas inundações associadas às marés reais. Várias casas em Townsville e Mackay sofreram danos menores de inundação de água do mar associada a marés excepcionalmente altas, enquanto um hotel à beira-mar na Ilha Great Keppel sofreu danos graves a muitas estruturas depois que a praia cedeu, levando vários edifícios ao mar. A precipitação foi mínima para um ciclone tropical de movimento lento e restrita principalmente à massa de nuvens ao sul de Dylan. Proserpine recebeu 190,6 mm, St Lawrence 128,0 mm e Mackay 108,4 mm. Apesar de ter apenas 25 km longe da parede do olho de Dylan, Bowen recebeu apenas 56,0 mm de chuva, enquanto Yeppoon, quase 500 km longe do olho do ciclone recebeu 136,6 mm e Rockhampton registou 229,6 mm de tempestades associadas às bandas de chuva externas de Dylan. Apesar do total de chuvas moderadas a fortes, nenhuma inundação foi registada, pois o tempo estava extremamente seco nos poucos meses anteriores ao desembarque de Dylan, e a maior parte de Queensland ainda permanecia sob forte seca.

### Baixa tropical Fletcher
Em 30 de janeiro, TCWC Darwin relatou que havia se desenvolvido no Mar de Timor a baixa tropical 08U. Durante o dia seguinte, o sistema moveu-se sobre o Território do Norte e, posteriormente, mudou-se para o leste-sudeste. Nos dias seguintes, enquanto o sistema estava sobre a terra, ele manteve sua estrutura, antes de se mover sobre as águas do Golfo da Carpentaria em 2 de fevereiro. Posteriormente, ele fortaleceu-se em um ciclone de categoria 1, sendo batizado pelo Bureau como Fletcher. Os ventos atingiram suas velocidades mais altas de cerca de 40 milhas por hora, mas posteriormente se estabilizaram.
Nos dados best track de rastreamento pós-análise da tempestade, Fletcher não foi considerado como tendo adquirido ventos fortes mais do que a metade do caminho ao redor do centro, e foi rebaixado para um nível tropical baixo.

### Ciclone tropical Edna
Durante 31 de janeiro, o TCWC Brisbane começou a monitorar uma baixa tropical que se desenvolveu dentro do vale das monções, sobre o Mar de Coral central cerca de 400 km ao nordeste de Mackay em Queensland, Austrália. Nas horas seguintes, o sistema se moveu para sudeste e se desenvolveu rapidamente em uma área de baixo cisalhamento vertical do vento, enquanto permanecia offshore e produzia ventos fortes por cerca de 3 horas no recife de Marion. Como resultado desses ventos fortes e uma imagem de micro-ondas que mostrava a convecção atmosférica envolvendo o centro do sistema, o TCWC Brisbane relatou que o sistema havia se intensificado para um ciclone tropical de categoria 1 e chamou-o de Edna. O sistema subsequentemente começou a enfraquecer conforme o aumento do cisalhamento do vento vertical associado a um vale de nível superior afetou o sistema, antes de enfraquecer abaixo da intensidade do ciclone tropical naquele dia. Nos dias seguintes, a baixa tropical remanescente moveu-se para o noroeste, antes de virar e se mover para o norte-nordeste e a bacia do Pacífico Sul, sob a influência de uma grande depressão superior estacionária sobre o Mar de Coral. O sistema posteriormente se desenvolveu em um ciclone tropical de categoria 1, ao cruzar 160 ° E e se mover para a bacia do Pacífico Sul, onde impactou o Território Francês da Nova Caledônia.

### Ciclone tropical 09U
Em 2 de fevereiro, o BoM relatou que a baixa tropical 09U havia se desenvolvido, ao norte da costa de Kimberley. No dia seguinte, o sistema moveu-se de leste a sudeste e cruzou a costa do Território do Norte perto de Wadeye cerca de 250 km ao sul de Darwin. Ao longo dos próximos dias, a baixa moveu-se para o leste, antes de ser direcionada de volta para o oeste. Durante 8 de fevereiro, o BoM começou a emitir avisos de ciclones tropicais sobre o sistema enquanto ele estava localizado perto de Argyle, pois havia um risco significativo de que a baixa bem estruturada pudesse se mover sobre águas abertas e rapidamente se transformar em um ciclone tropical. No entanto, nos próximos dias, o sistema começou a se mover para o sul sobre a terra e não se moveu sobre águas abertas como previsto, com os avisos de ciclones tropicais cancelados como resultado em 10 de fevereiro. Posteriormente, o sistema moveu-se para o leste, antes de ser notado pela última vez, uma vez que enfraqueceu durante 13 de fevereiro a leste de Carnegie. Após uma cuidadosa reanálise dos dados e observações do sistema de rastreamento, foi decidido que o sistema havia se desenvolvido em um ciclone tropical de categoria 1 antes de cruzar a costa durante o dia 3 de fevereiro.
À medida que o sistema se movia por partes do Território do Norte, partes do Norte e Central da Austrália Ocidental, produziu ventos fortes a tempestuosos, chuvas intensas e inundações. No Território do Norte, chuvas fortes durante vários dias em associação com o sistema, exacerbaram as inundações existentes no distrito de Darwin-Daly e as estenderam até o Rio Victoria. Várias árvores e linhas de energia foram derrubadas pelos ventos fortes em Wadeye. Dentro de Kimberley, alguns danos de inundação foram registados com 20 casas afetadas na cidade de Kununurra, no norte de Kimberley.

### Ciclone tropical Hadi
Em 27 de fevereiro, Distúrbio Tropical 16F entrou na bacia. Ele se organizou lentamente e foi designado como 13U no final de 7 de março. Dois dias depois, o BoM o atualizou para um ciclone tropical de categoria 1, batizando-o de Hadi. Hadi então enfraqueceu movendo-se para o leste em 11 de março. Durante o dia seguinte, Hadi reentrou na bacia do Pacífico Sul e foi designado como distúrbio tropical 20F. Em 18 de março, o sistema entrou novamente na área de responsabilidade do BoM, antes de se dissipar em 20 de março.

### Ciclone tropical severo Gillian
O BoM começou a monitorar uma baixa tropical no Golfo de Carpentaria em 6 de março. No final de 8 de março, o BoM o atualizou para um nível oficial tropical baixo. Nos dias seguintes, o BoM o atualizou para o ciclone tropical Gillian conforme ele se movia para o sul. Por causa de dois ciclones, Hadi e Lusi estão próximos um do outro, Gillian começou a enfraquecer para uma depressão tropical em 12 de março quando começou a se mover para o oeste. No início de 14 de março, Gillian enfraqueceu para uma baixa tropical conforme se movia para o norte e enfraqueceu ainda mais porque com menos convecção em 17 de março. Depois que o sistema afetou a parte sul da Indonésia, ele começou a se mover para o oeste em 19 de março. No final de 20 de março, Gillian começou a se organizar novamente enquanto se dirigia para águas mais quentes. Em 21 de março, o BoM reclassificou o sistema como um ciclone tropical de categoria 1. De 23 a 24 de março, Gillian entrou em uma fase de rápido aprofundamento e, finalmente, intensificou-se para um ciclone tropical severo de Categoria 5. No dia seguinte, Gillian enfraqueceu para um ciclone de categoria 3 e mudou-se para o sul. No final de 26 de março, Gillian enfraqueceu rapidamente e o JTWC emitiu seu aviso final sobre Gillian, enquanto seus remanescentes continuavam a se mover para o sul, antes de virar para o oeste em 27 de março. Bem no início de 27 de março, o BoM emitiu seu aviso final sobre Gillian.

### Ciclone tropical severo Ita
O ciclone tropical severo Ita foi o ciclone tropical mais forte da região da Austrália pela pressão central, desde George em 2007, e desde Monica em 2006 pela velocidade do vento. O sistema foi identificado pela primeira vez nas Ilhas Salomão como uma baixa tropical em 1 de abril de 2014, e gradualmente mudou-se para oeste, atingindo a intensidade do ciclone em 5 de abril. Em 10 de abril, Ita se intensificou rapidamente para um poderoso sistema de categoria 5 na escala australiana, mas enfraqueceu para um sistema de categoria 4 nas horas imediatamente anteriores ao atingir terra (landfall) no dia seguinte. No momento de atingir terra em Cape Flattery em 12 de abril 22:00 (UTC+ 10), a intensidade de Dvorak do ciclone era de aproximadamente T5.0, consistente com um sistema fraco de Categoria 4, e consideravelmente menor do que o T6.5 observado quando o sistema estava em seu pico de intensidade. Os meteorologistas notaram que o sistema havia, naquela época, iniciado um ciclo de substituição da parede do olho ; como resultado, o sistema era consideravelmente menos poderoso do que as várias escalas de intensidade previam. Como resultado, o impacto de Ita no terreno foi reduzido.

### Ciclone tropical severo Jack
Durante 15 de abril, o BoM informou que a Baixa tropical 16U se tinha desenvolvido a cerca de 625 km a noroeste da Ilha Christmas. Ao longo dos próximos dias, o sistema moveu-se para sudoeste e passou cerca de 160 km ao noroeste das Ilhas Cocos, à medida que se desenvolvia gradualmente dentro de um ambiente marginalmente favorável para um maior desenvolvimento. Durante 18 de abril, o ambiente ao redor do sistema tornou-se propício para um rápido desenvolvimento com o sistema se consolidando rapidamente como resultado. O JTWC subsequentemente iniciou alertas sobre a baixa e o designou como ciclone tropical 24S, antes que o BoM relatasse durante o dia seguinte que o sistema havia se tornado um ciclone tropical de categoria 1 e o nomeou Jack. O sistema continuou a se desenvolver rapidamente durante 19 de abril e foi classificado como um ciclone tropical severo de categoria 3, pois atingiu o pico com velocidades de vento sustentadas de 10 minutos de 140 km/h.

### Outros sistemas
Durante dezembro de 2013, um cavado de monção ativa ao norte da Austrália Ocidental produziu várias áreas de baixa pressão e baixa tropical 04U no período que antecedeu o Natal. A Baixa tropical 04U desenvolveu-se no vale das monções em 22 de dezembro, no Golfo Joseph Bonaparte, a noroeste de Darwin, Austrália. Ao longo dos próximos dias, o sistema foi sujeito a avisos de ciclones tropicais enquanto se movia para o oeste, antes de ser subsequentemente absorvido por uma circulação de monção mais ampla, que acabou se transformando no ciclone tropical severo Christine. Em 7 de fevereiro, TCWC Darwin começou a monitorar uma baixa tropical localizada a cerca de 30 km ao sudeste de Kununurra, Austrália Ocidental. Movendo-se para o sudoeste para o interior, o TCWC Darwin emitiu seu boletim final em 10 de fevereiro. Em 20 de fevereiro, o TCWC Darwin relatou que uma fraca baixa tropical se formou no sudeste do Golfo de Carpentaria.

Em 28 de fevereiro, o TCWC Brisbane relatou que uma fraca baixa tropical havia se desenvolvido ao sul das Ilhas Salomão. A fraca baixa tropical mudou na direção oeste até que o TCWC Brisbane fez seu parecer final em 2 de março. Em 21 de abril, o TCWC Darwin relatou que uma fraca baixa tropical se formou no norte do Mar de Arafura. Em 26 de abril, o sistema se dissipou e, consequentemente, TCWC Darwin retirou a tempestade da sua Previsão de Tempo Tropical.

## Nomes de tempestade
Durante a temporada, um total de 10 ciclones tropicais receberam um nome de BoM, seja por TCWC Perth, Darwin ou Brisbane, quando o sistema foi julgado como tendo velocidades de vento sustentadas de 10 minutos de 65 km/h. Houve apenas uma lista em que o Bureau of Meteorology atribuiu nomes aos ciclones tropicais desde a temporada de 2008-09. Os ciclones tropicais nomeados pelo TCWC Jakarta e Port Moresby são raros, com os últimos ciclones nomeados ocorrendo durante 2010 e 2007, respectivamente.
| - Alessia - Bruce - Christine - Dylan - Edna - Fletcher | - Gillian - Hadi - Ita - Jack - Kate (sem usar) - Lam (sem usar) |

## Efeitos sazonais
Esta é uma tabela de todas as tempestades que se formaram na temporada de ciclones da região australiana de 2013–14. Inclui sua duração, nomes, locais de entrada em terra(s) - indicados por nomes de locais em negrito - danos e totais de morte. Danos e mortes incluem totais enquanto a tempestade era extratropical, uma onda ou uma baixa, e todos os números de danos são em 2014 AUD e USD.
| Nome                | Datas ativo                               | Classificação máxima                | Velocidade de vento sustentados | Pressão               | Áreas afetadas                                                          | Danos (USD)      | Fatalidades     | Refs   |                      |
| ------------------- | ----------------------------------------- | ----------------------------------- | ------------------------------- | --------------------- | ----------------------------------------------------------------------- | ---------------- | --------------- | ------ | -------------------- |
| Alessia             | 20 novembro – 1 dezembro                  | Ciclone tropical categoria 1        | 75 km/h                         | 991 hPa (29.3 inHg)   | Indonesia, Austrália Ocidental, Território do Norte, Queensland         | Nenhum           | Nenhum          | Nenhum |                      |
| Bruce               | 16–19 dezembro                            | Ciclone tropical severo categoria 3 | 155 km/h                        | 959 hPa (28.3 inHg)   | Ilhas Coco                                                              | Nenhum           | Nenhum          | Nenhum |                      |
| Christine           | 22 dezembro – 1 janeiro                   | Ciclone tropical severo categoria 4 | 165 km/h                        | 948 hPa (28.0 inHg)   | Austrália Ocidental, Sul da Austrália, Victoria                         | Menor            | Menor           | Nenhum | [ 79 ]               |
| 05U                 | 10–23 janeiro                             | Baixa tropical                      | 35 km/h                         | 990 hPa (29 inHg)     | Território do Norte, Austrália Ocidental                                | Nenhum           | Nenhum          | Nenhum |                      |
| Dylan               | 24–31 janeiro                             | Ciclone tropical categoria 2        | 110 km/h                        | 974 hPa (28.8 inHg)   | Queensland                                                              | Menor            | Menor           | Nenhum |                      |
| Fletcher            | 30 janeiro – 12 fevereiro                 | Baixa tropical                      | 65 km/h                         | 992 hPa (29.3 inHg)   | Austrália Ocidental, Território do Norte, Queensland                    | Nenhum           | Nenhum          | Nenhum |                      |
| 09U                 | 31 janeiro – 13 fevereiro                 | Ciclone tropical categoria 2        | 100 km/h                        | 982 hPa (29.0 inHg)   | Austrália Ocidental, Território do Norte                                | Nenhum           | Nenhum          | Nenhum |                      |
| Edna                | 31 janeiro – 4 fevereiro                  | Ciclone tropical categoria 1        | 75 km/h                         | 992 hPa (29.3 inHg)   | Queensland                                                              | Nenhum           | Nenhum          | Nenhum |                      |
| 11U                 | 7–10 fevereiro                            | Baixa tropical                      | Não definido                    | 994 hPa (29.4 inHg)   | Território do Norte                                                     | Nenhum           | Nenhum          | Nenhum |                      |
| 12U                 | 28 fevereiro – 2 de março                 | Baixa tropical                      | Não definido                    | Não definido          | Nenhum                                                                  | Nenhum           | Nenhum          | Nenhum |                      |
| Hadi                | 28 fevereiro – 11 de março 18–20 de março | Ciclone tropical categoria 1        | 75 km/h                         | 992 hPa (29.3 inHg)   | Ilhas Salomão, Queensland                                               | Nenhum           | Nenhum          | Nenhum |                      |
| Gillian             | 6–27 de março                             | Ciclone tropical severo categoria 5 | 220 km/h                        | 927 hPa (27.4 inHg)   | Queensland, Território do Norte, Timor-Leste, Indonésia, Ilha Christmas | Menor            | Menor           | Nenhum |                      |
| Ita                 | 1–14 abril                                | Ciclone tropical severo categoria 5 | 220 km/h                        | 922 hPa (27.2 inHg)   | Ilhas Salomão, Papua-Nova Guiné, Queensland, Nova Zelândia              | $$1 500 000 000  | $$1 150 000 000 | 22     | [ 90 ] [ 91 ] [ 92 ] |
| Jack                | 15–22 abril                               | Ciclone tropical severo categoria 3 | 140 km/h                        | 966 hPa (28.5 inHg)   | Ilhas Coco                                                              | Nenhum           | Nenhum          | Nenhum | [ 77 ]               |
| 17U                 | 21–26 abril                               | Baixa tropical                      | Não definido                    | 1,006 hPa (29.7 inHg) | Nenhum                                                                  | Nenhum           | Nenhum          | Nenhum |                      |
| Totais da temporada |                                           |                                     |                                 |                       |                                                                         |                  |                 |        |                      |
| 17 sistemas         | 20 novembro – 26 abril                    |                                     | 215 km/h                        | 930 hPa (27 inHg)     |                                                                         | AU$1 500 000 000 | 22              |        |                      |